# Torno subito!
Torno subito! è il ventisettesimo album discografico di Peppino di Capri, pubblicato nel 1983.

## Tracce
Lato A
1. Ma che vuò cchiù – 4:45
2. Veniteme a truvà – 4:10
3. Tiempe – 3:03
4. E si vuò campà – 3:22
5. Ne guagliò – 3:10

Durata totale: 18:30
Lato B
1. Con un'amica – 4:05
2. Il tango di Adelina – 3:32
3. Ci sei – 4:05
4. Ora no – 3:18
5. Carillon – 3:30

Durata totale: 18:30